# 玛蒂尔德·格罗

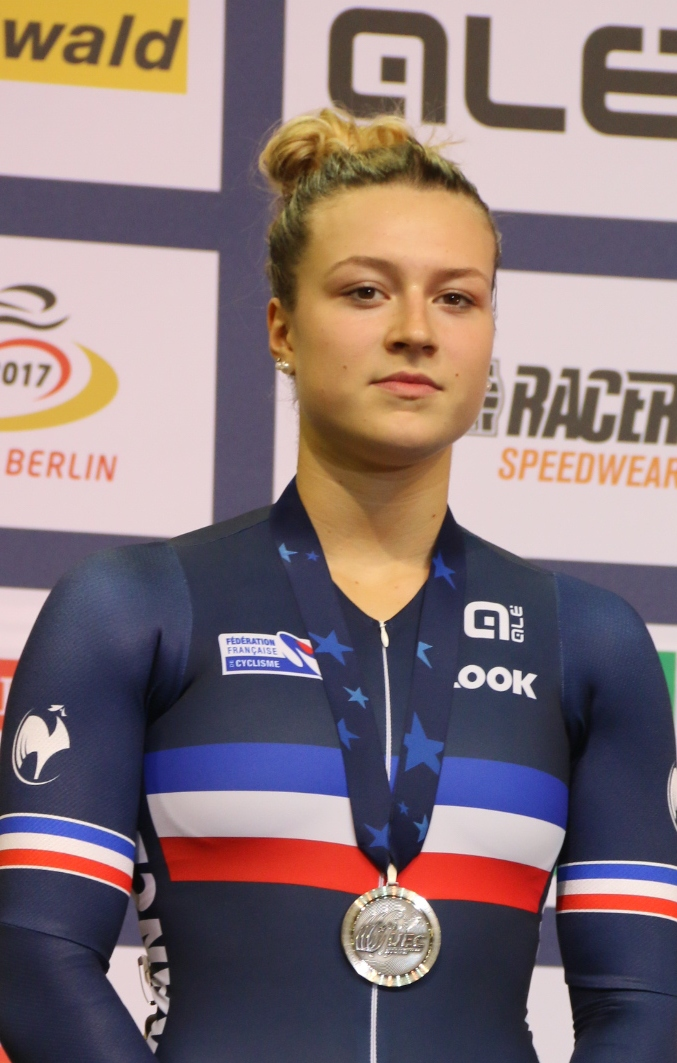
玛蒂尔德·格罗

玛蒂尔德·格罗（法語：Mathilde Gros，1999年10月24日—），法国女子自行车运动员，2019年世界场地自行车锦标赛女子竞速赛铜牌得主、2022年世界场地自行车锦标赛女子竞速赛金牌得主。